# Quintette pour flûte, clarinette, cor, basson et piano en do mineur
Le Quintette pour flûte, clarinette, cor, basson et piano op. 52 est une œuvre de Louis Spohr publiée en 1820.
La pièce possède 4 mouvements :
1. Allegro moderato
2. Larghetto con moto
3. Menuetto & Trio: Allegretto
4. Finale: Allegro molto

Louis Spohr fait appel à deux reprises au piano : « une première fois, quintette en ut mineur (opus 52), en l’associant à un ensemble de vents (flûte, clarinette, cor et basson) dans une œuvre brillante, volubile et séduisante dont on retient surtout les splendides solos de cor de l’allegro initial ; et la seconde, en 1846, dans son quintette pour piano et cordes en ré mineur(opus 130), une partition sereine et charmeuse (...). »
La partition est éditée chez C.F. Peters à Leipzig vers 1820.

## Discographie
- Octuor de Vienne : Hans Reznicek, flûte ; Alfred Boskovsky, clarinette ; Walter Tomböck, cor ; Ernst Pamperl, basson ; Walter Panhofer (de), piano (1969, Decca) (OCLC 1077890907 et 973226347) — avec le Nonet en fa majeur, op. 31 ; Octuor en mi majeur, op. 32 ; Double quatuor en mi mineur, op. 87.
- John Wion, flûte ; Arthur Bloom (en), clarinette ; Howard Howard, cor ; Donald MacCourt, basson et Mary Louise Boehm, piano (1972, Turnabout) (OCLC 954343781) — avec Kalkbrenner, Quintette en la mineur, op. 81.
- Quintette Danzi (en) : Franz Wester, flûte ; Piet Honingh, clarinette ; Adrian van Woudenberg, cor ; Brian Pollard, basson ; Werner Genuit (en), piano (1974, BASF/DHM) (OCLC 12983694)
- Nash Ensemble : Judith Pearce, flûte ; Antony Pay (en), clarinette ; John Pigneguy, cor ; Brian Wightman, basson et Ian Brown, piano (1981, CRD Records CRD1099 / CRD3399) (OCLC 885050112 et 673084534) — avec le septuor en la mineur, op. 147.
- Residenz-Quintett München et Wolfgang Sawallisch, piano (1987, Claves Records) (OCLC 1150034484)
- Ensemble Villa Musica (de) (mars 1992, MDG 3041263) (OCLC 1182878622)
- Consortium Classicum (de) : Kornelia Brandkamp, flûte ; Dieter Klöcker, clarinette ; Sebastian Weigle, cor ; Werner Genuit, piano (juillet 1995, Orfeo C410961) (OCLC 958160036) — avec l'octuor, op. 32.
- Les Vents Français : Emmanuel Pahud (flûte), François Leleux (hautbois), Paul Meyer (clarinette), Radovan Vlatković (cor), Gilbert Audin (basson) et Éric Le Sage (piano) (2020, Warner Classics 9029528568)[2] (OCLC 1225133050) — dans Romantique, avec des œuvres de George Onslow et August Klughardt.